# Renée Colliard
Renée Feraud z d. Colliard (ur. 24 grudnia 1933 w Genewie, zm. 15 grudnia 2022) – szwajcarska narciarka alpejska, mistrzyni olimpijska i mistrzyni świata.

## Kariera
Największy sukces w karierze Renée Colliard osiągnęła w 1956 roku, kiedy podczas igrzysk olimpijskich w Cortina d’Ampezzo wywalczyła złoty medal w slalomie. Już po pierwszym przejeździe Szwajcarka znajdowała się na prowadzeniu, z przewagą 0,4 sekundy nad Austriaczką Reginą Schöpf. Colliard najlepsza była także w drugim przejeździe, sięgając po złoto z przewagą 3,1 sekundy nad Schöpf i 4,4 sekundy nad Jewgieniją Sidorową z ZSRR. Był to jej jedyny występ na międzynarodowej imprezie tej rangi oraz pierwszy w historii złoty medal dla Szwajcarii w tej konkurencji w rywalizacji kobiet. Ponadto Colliard w 1956 roku została także mistrzynią Szwajcarii w slalomie oraz zajęła drugie miejsce w tej konkurencji na zawodach SDS-Rennen w Grindelwald, gdzie lepsza była tylko Maria Kowalska z Polski.
Oprócz narciarstwa alpejskiego uprawiała także wspinaczkę, koszykówkę oraz lekkoatletykę. Po zakończeniu kariery ukończyła studia farmaceutyczne na Uniwersytecie Genewskim. Następnie wraz z mężem prowadziła ośrodek narciarski oraz pracowała w aptece.

## Osiągnięcia

### Igrzyska olimpijskie
| Miejsce | Dzień       | Rok  | Miejscowość       | Konkurencja | Czas biegu | Strata | Zwyciężczyni |
| ------- | ----------- | ---- | ----------------- | ----------- | ---------- | ------ | ------------ |
| 1.      | 30 stycznia | 1956 | Cortina d’Ampezzo | Slalom      | 1:52,3 min | –      | –            |

### Mistrzostwa świata
| Miejsce | Dzień       | Rok  | Miejscowość       | Konkurencja | Czas biegu | Strata | Zwyciężczyni |
| ------- | ----------- | ---- | ----------------- | ----------- | ---------- | ------ | ------------ |
| 1.      | 30 stycznia | 1956 | Cortina d’Ampezzo | Slalom      | 1:52,3 min | –      | –            |